# Domácí partnerství
Domácím partnerstvím (anglicky Domestic Partnership) se obvykle označuje vztah dvou lidí, kteří žijí ve společné domácnosti, ale nejsou sezdaní, respektive neuzavřeli manželství.
V některých případech se tímto termínem označuje to, co se jinde chápe jako občanský svazek nebo registrované partnerství. Jedná se například o Austrálii, Nový Zéland, americké státy Oregon, Washington (pouze v případě, kdy je jeden z partnerů starší 62 let), Nevadu, Wisconsin, Maine a Kalifornii. Někteří slovo „domácí partnerství“ chápou jako nemanželský svazek, který však podléhá úřední regulaci, a který poskytuje partnerům žijícím v něm určitá práva a povinnosti.
Někteří zákonodárci přijali zákon o domácím partnerství, který reguluje nemanželská soužití namísto, aby o nich rozhodovaly soudy. Ačkoliv některé jurisdikce přijaly zákon o domácím partnerství jako mezistupeň legalizace stejnopohlavního manželství, v jiných je tento institut přístupný i heterosexuálním párům.
Některé jurisdikce chápou jako domácí partnerství svazek dvou lidí, kteří žijí ve společné domácnosti po určitou dobu, ale nemůže jim být přiznán status anglosaského manželství. Domácí partnerství jim pak garantuje právní ochranu. Jindy domácí partnerství vzniká na základě smlouvy o nemanželském svazku, v níž si obě strany ústně nebo písemně upraví své majetkové vztahy a jiná práva a povinnosti běžně vyplývající z manželství. Další z možností vzniku domácího partnerství je jeho registrace na příslušném matričním úřadu.